# Celleporina decipiens
Celleporina decipiens is een mosdiertjessoort uit de familie van de Celleporidae. De wetenschappelijke naam van de soort is voor het eerst geldig gepubliceerd in 1976 door Hayward.